# Miguel Ferreira Pereira
Miguel Ferreira Pereira, detto Miguel (Rio de Janeiro, 20 settembre 1949), è un ex calciatore brasiliano, di ruolo difensore.

## Caratteristiche tecniche
Giocava come difensore centrale.

## Carriera

### Club
Cresciuto nell'Olaria, dove debuttò nel calcio professionistico, si trasferì nel 1971 al Vasco da Gama, compagine che si apprestava a disputare il primo campionato nazionale brasiliano della storia. Tale torneo vide Miguel partecipare a quattordici incontri, stabilendosi dunque nella squadra titolare, esordendo nella sfida con il Ceará l'8 agosto. Continuò poi la militanza nel Vasco per i successivi due tornei, e nel 1973 giocò per un breve periodo nel Bangu (partecipando al campionato statale). Tornato alla formazione di partenza, prese parte alla vittoriosa stagione 1974, che lo vide giocare venti incontri. Nel 1975 passò al Fluminense, con cui totalizzò diciannove presenze in massima serie, e con cui si aggiudicò il campionato Carioca del 1976. Nel 1978 ebbe una breve esperienza nella North American Soccer League, scendendo in campo per due volte con la maglia del Chicago Sting. Si è poi ritirato in patria, giocando dapprima con il Botafogo e infine con il Madureira.

### Nazionale
Nel 1975 ottenne la convocazione per la Copa América. Nel 4-3-3 scelto dal tecnico, Miguel occupò il ruolo di centrale difensivo. Al suo debutto, avvenuto il 30 settembre, giocò contro il Perù, venendo però sostituito da Zé Carlos. Partecipò poi alla Coppa dell'Atlantico nel 1976, e al torneo del Bicentenario degli Stati Uniti, sempre nel medesimo anno.

## Palmarès

### Club

#### Competizioni nazionali
- Campionato brasiliano: 1

Vasco da Gama: 1974
- Campionato Carioca: 2

Vasco da Gama: 1974
Fluminense: 1976

### Individuale
- Bola de Prata: 1

1974